# Basslerites delreyensis
Basslerites delreyensis är en kräftdjursart som beskrevs av LeRoy 1943. Basslerites delreyensis ingår i släktet Basslerites och familjen Trachyleberididae. Inga underarter finns listade.